# Stiftelsen Duodjeinstituhtta
Stiftelsen Duodjeinstituhtta är en norsk stiftelse för att främja samisk slöjd.
Stiftelsen Duodjeinstituhtta grundades 1993 av Landsorganisasjonen Sámiid Duodji, Samiska högskolan, Samisk videregående skole og reindriftsskole i Kautokeino samt Selskap for industrivekstanlegg (Siva) i Kautokeino. Syftet med Duodjeinstituhtta är att främja näringsutveckling som baserar sig på duodji, samisk traditionell slöjd, och vara ett kompetenscentrum för detta i hela Sápmi. Institutet får driftsbidrag av norska Sametinget och hade år 2009 en omsättning på 3 miljoner norska kronor. Duodjeinstituhtta har huvudkontor, utställningslokal och verkstad i Selskapet för industrivekstanleggs (Siva:s) fastighet i tätorten Kautokeino. Det har också en verkstad i sydsamiska Snåsa samt regionala rådgivare baserade i Snåsa, Evenes i Nordland fylke och Lavangen i Troms fylke. Chef är Inga Hermansen Hætta.